# 竹村克司
竹村 克司（たけむら かつし、1972年〈昭和47年〉8月21日 - ）は、日本の政治家、介護福祉士、実業家、プロレスラー。
リングネームは竹村 豪氏（たけむら かつし）。れいわ新選組所属の下関市議会議員（1期）。

## 来歴
父親が高校教師という家庭に生まれ、お寺の職も兼ねていたことから、教師や僧侶に囲まれた環境で育つ。当時一大ブームであったプロレスにも熱中し、タイガーマスクの登場に衝撃を受ける。
カメラマンを目指し大阪芸術大学写真学科に入学するも、その後中退。
海外での総合格闘家を志し渡航計画を立てていた23歳の時、藤波辰爾が立ち上げた「無我」が大阪に道場を設立した事を知り、入門テストを受験し合格。
1997年7月22日、無我博多大会における対アレクサンダー大塚戦でデビュー。デビュー後は格闘探偵団バトラーツ、レッスル夢ファクトリーのリングへ上がりつつメキシコのEMLLへ参戦した。
2001年2月に新日本プロレスに入団。新日本プロレスではジュニアヘビー級で実績を積んだ。新日本プロレス所属中も2002年4月から途中1か月の一時帰国を挟んで2003年8月まで長期メキシコ遠征を経験している。メキシコでは西村修とのタッグや、NOSAWA、MAZADAとの「東京愚連隊」として活動した。
2003年8月の新日復帰以降は、邪道、外道と組んで行動。ラフ攻撃や乱入を駆使しJr戦線を活性化させた。2004年7月3日からはC.T.Uの一員となって活動、9月9日の闘龍門Xの興行ではUWA世界6人タッグ王座を獲得している。12月12日、西村の度重なる説得によりC.T.Uを脱退、本隊に復帰した。2006年1月28日、新日本プロレスを退団。
2004年7月4日、全日本プロレス初参戦でNOSAWA、MAZADAと合流し、オリジナルの東京愚連隊を復活させ、その勢いで7月18日、カズ・ハヤシが保持していた世界ジュニア王座に挑戦。王座獲得はならなかったが、2004年末まで全日マットにスポット参戦した。
2006年2月にZERO1-MAXへ数試合ほど参戦し、東京愚連隊として暴れる。その後は妻子を妻の実家へ戻らせ、西村と共に海外遠征へと出発。当初はタンパでの住居移転を考えたようだが、愚連隊として活動していたメキシコで家族を連れての住居移転を目指した。5月21日、全日本プロレスに約1年半ぶりに参戦、8月2日には無我ワールド・プロレスリングプレ旗揚げ戦に参加。8月20日、ビッグマウス・ラウド後楽園ホール大会では緑のペイントを施したザ・グレート・タケとして藤原喜明と対戦した。8月29日に無我ワールド・プロレスリング旗揚げシリーズ参戦を前に、正式に所属選手になった。
2007年12月、無我を退団。2008年1月、無我を退団した西村を追って全日本に乱入し東京愚連隊に復帰。後に法人化を発表した東京愚連隊の所属レスラーTAKEMURAとなった。
2008年1月以降、全日本に西村との一騎討ちを要求、4月20日の後楽園大会で西村とのシングルマッチが実現するも敗北した。
2009年1月6日、試合中に肩を負傷し長期欠場（全治1年）となった。竹村を支援するため「TAKEMURA AID」を開催された。2010年、NOSAWAが「AIDでの見舞金はTAKEMURAへ一部渡しているが、現在連絡が取れないためケガの具合などは一切不明」と公表。この時期一定期間、ケガの具合や現在の状況など一切公表されず、リングや表舞台などに一切登場しなくなった。視聴者参加型のネット生配信のインタビューでもNOSAWA、MAZADAが出演した際によく尋ねられる質問だが、「どこにいるか、オレらが知りたいよ。」（NOSAWA）と笑い話のように答えていた。
2018年1月、テレビ朝日系「あいつ今何してる?豪華新春3時間SP」に出演。肩の大怪我から生活のためプロレスを廃業し妻の故郷である山口県下関市に家族で移住していたことが明らかにされた。山口移住後はホテル業を経てその後介護士免許を取得し、デイサービスとカラオケカフェを経営している。また、プロレスデビューしたての頃はそれだけでは食べていけず、運送会社でアルバイトしており、その頃に中学時代のANZEN漫才のみやぞんと出会い、プロレス技を教えていたというエピソードも明かされている。
2019年2月15日、大阪で行われたマサ斎藤追悼興行において、対戦相手にかつての同僚であるMAZADAを迎え、けじめの限定復帰を果たす。ANZEN漫才の2人も応援コメントを出す中で、7分48秒首固めで勝利した。以降も限定的にプロレスに参戦している。
2020年2月、次期衆議院議員総選挙にれいわ新選組の候補者として山口4区から立候補する意向を示し、同26日に記者会見で正式に発表した。その後、れいわ新選組衆議院山口県第4区総支部長に就任。2021年の第49回衆議院議員総選挙で同区から立候補したが、自民党の安倍晋三に次点で敗れ、比例復活もならなかった。
2023年2月3日に行われた下関市議会議員選挙にれいわ新選組公認で立候補し、初当選した。

## タイトル歴
- UWA世界6人タッグ王座
- IWRG6人タッグ王座

## 得意技
M9
ムーンサルト・プレス
ドラゴン・スリーパー
反則技各種